# Cessna O-1 Bird Dog
El Cessna L-19/O-1 Bird Dog fue un avión de enlace y observación. Fue el primer avión de ala fija totalmente metálico ordenado por y para el Ejército de los Estados Unidos, después de que las Fuerzas Aéreas del Ejército se separaran de él en 1947. El Bird Dog disfrutó de una larga carrera con los militares estadounidenses, así como con otros países.

## Diseño y desarrollo
El Ejército estadounidense estaba buscando un avión que pudiera corregir el fuego de artillería, así como realizar tareas de enlace, y preferiblemente construido enteramente de metal, ya que los aviones de enlace con recubrimiento de tela usados durante la Segunda Guerra Mundial (principalmente productos Stinson y Piper) habían tenido unas cortas vidas de servicio. El Ejército emitió una especificación por un monoplano biplaza de enlace y observación, y Cessna presentó el Cessna Model 305A, un desarrollo del Cessna 170. El Cessna 305A era un monoplano monomotor ligero de ala alta arriostrada mediante soportes, con un tren de aterrizaje convencional. La mayor diferencia con el Cessna 170 era que el 305A tenía solo dos asientos, en configuración tándem (el mayor avión de asientos en tándem que Cessna produjo), con anguladas ventanillas laterales para mejorar la observación del terreno. Otras diferencias incluían un fuselaje trasero rediseñado, proporcionando una visual directa hacia atrás (una característica apodada más tarde como "Omni-View", llevada por los aviones Cessna monomotores después de 1964), y paneles transparentes en las secciones centrales de las alas sobre la cabina (similares a los que se encuentran en el Cessna 140 y en el posterior modelo Cessna 150 Aerobat), que permiten al piloto mirar directamente sobre su cabeza. Se equipó con una puerta más ancha para permitir la carga de una camilla.
El Ejército estadounidense concedió un contrato a Cessna por 418 aviones, que fueron designados como L-19A Bird Dog. El prototipo Cessna 305 (registro N41694) voló por primera vez el 14 de diciembre de 1949, y actualmente se encuentra en el Spirit of Flight Center en Erie, Colorado. Las entregas comenzaron en diciembre de 1950, y los aviones pronto se usaron en combate en Corea de 1950 a 1953. Se desarrolló una variante de entrenamiento de instrumentos en 1953, las últimas versiones tenían hélices de velocidad constante, y la versión final, la L-19E, tenía un mayor peso cargado. Cessna produjo 3431 aviones; también fue construido bajo licencia por Fuji en Japón.
El L-19 recibió el nombre Bird Dog como resultado de un concurso celebrado entre los empleados de Cessna para nombrar el avión. La propuesta ganadora, presentada por Jack A. Swayze, un fotógrafo industrial, fue seleccionada por una comisión del Ejército estadounidense. El nombre fue elegido porque la tarea del nuevo avión del Ejército era encontrar al enemigo y orbitar sobre su cabeza hasta que la artillería (o aviones de ataque) pudieran hacerse valer sobre el mismo. Al volar bajo y cerca del campo de batalla, el piloto observaría los impactos y corregiría el fuego a través de su radio, a la manera de un perro de caza usado por cazadores.

## Historia operacional

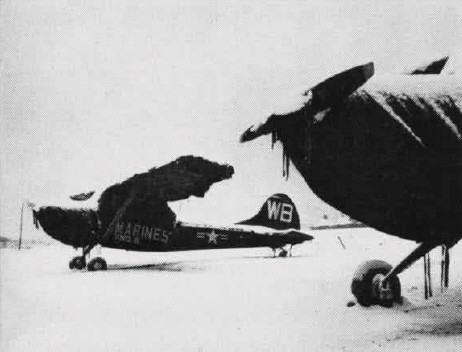
OE-1 del VMO-6 del USMC durante el invierno de 1951/52 en Corea.

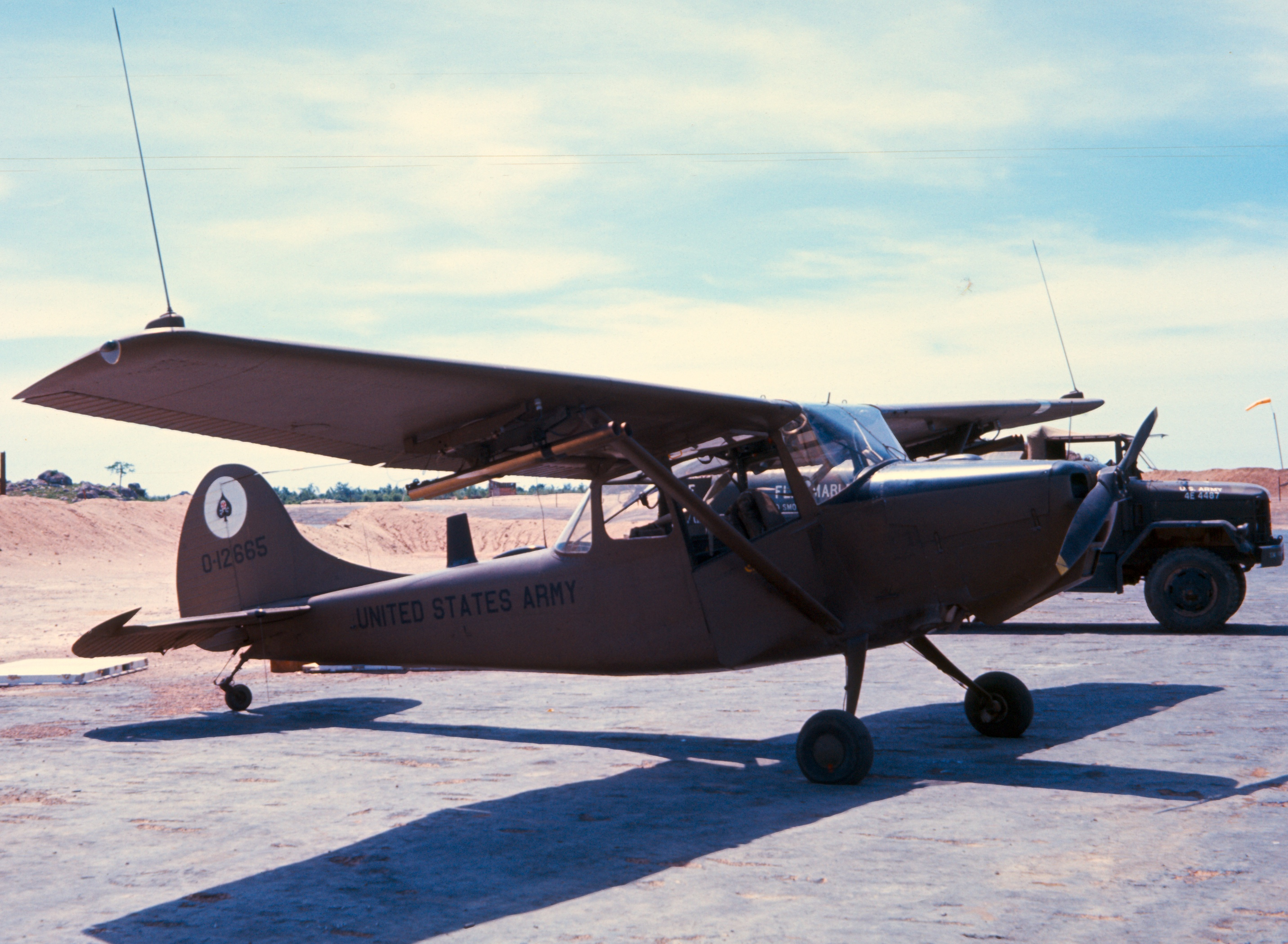
Un L-19 (O-1) de la 21st Reconnaissance Airplane Company (RAC) del Ejército estadounidense, con una cisterna de combustible en LZ Baldy, cerca de Hoi An, República de Vietnam, a finales de 1967 o principios de 1968.

### Servicio militar
El Departamento de Defensa estadounidense (DoD) ordenó 3200 L-19 que fueron construidos entre 1950 y 1959, entrando en los inventarios del Ejército y del Cuerpo de Marines estadounidenses, inicialmente designados como OE-1 en el Cuerpo de Marines hasta que todas las designaciones de aviones militares estadounidenses fueron estandarizadas en 1962. Los aviones fueron usados en varias tareas utilitarias como el reconocimiento artillero, comunicaciones del frente, evacuaciones médicas y entrenamiento.
En 1962, los L-19 del Ejército y los OE-1 del Cuerpo de Marines fueron redesignados como O-1 Bird Dog (Observación) y entraron en la guerra de Vietnam. A principios de los años 60, el Bird Dog fue volado por la Fuerza Aérea de la República de Vietnam (RVNAF), Ejército y Cuerpo de Marines estadounidenses en Vietnam del Sur y más tarde por controladores aéreos avanzados clandestinos en Laos y Camboya. Gracias a su despegue y aterrizaje cortos (STOL) y a sus capacidades de baja altitud/baja velocidad, el O-1 también consiguió entrar de servicio con la Fuerza Aérea como avión controlador aéreo avanzado (FAC) para vectorizar los rápidos aviones de caza y ataque, y en apoyo de operaciones de búsqueda y rescate de combate de tripulaciones derribadas.
Durante la guerra de Vietnam, el Bird Dog fue usado principalmente para el reconocimiento, adquisición de blancos, corrección de artillería, radio relé, escolta de convoyes y el control aéreo avanzado de aviones tácticos, para incluir la operación de bombarderos en tareas tácticas.
Complementando al O-1, y luego reemplazándolo gradualmente, la USAF cambió al Cessna O-2 Skymaster y al North American OV-10 Bronco, mientras que al Cuerpo de Marines se le entregó el OV-10 para reemplazar sus envejecidos O-1. Ambos eran aviones rápidos y bimotores, siendo el OV-10 un avión turbohélice, pero el Ejército estadounidense retuvo sus Bird Dog durante la guerra con hasta 11 Compañías de Aviones de Reconocimiento (RAC) desplegadas para cubrir todo Vietnam del Sur, la Zona Desmilitarizada de Vietnam (DMZ) y el borde sur de Vietnam del Norte. Su más baja huella sonora, menor velocidad, maniobrabilidad más cerrada, habilidad de pista corta y mejor visibilidad (incluso para atrás) lo mantuvieron en alta estima por las unidades de tierra a las que apoyaba y eran muy temidos por las unidades enemigas que sobrevolaba. El último O-1 Bird Dog del Ejército estadounidense fue oficialmente retirado en 1974.
Durante el curso de la guerra de Vietnam, se perdieron 468 O-1 Bird Dog por todas las causas. La USAF perdió 178, el USMC perdió 7 y 284 el Ejército estadounidense, RVNAF y operadores clandestinos. Tres Bird Dog se perdieron debido a misiles superficie-aire manuales.
Se prestaron dos O-1 Bird Dog al 161 Reconnaissance Flight del Ejército australiano que operaba desde Nui Dat en Phước Tuy. Uno se perdió debido a un fuego en tierra en mayo de 1968, muriendo el oficial jefe del 161. Otro Bird Dog fue construido por la tripulación de mantenimiento de la unidad, usando secciones de avión recuperadas de vertederos de todo Vietnam. Fue probado en vuelo y más tarde llevado de contrabando en piezas a Australia, metidas en arcones marcados como "repuestos de avión". Este avión se encuentra actualmente en el Museum of Army Flying del Army Aviation Center en Oakey, Queensland.
Como la USAF retiró el O-1 en favor de los O-2 y OV-10, muchos O-1 fueron vendidos en los Estados Unidos como excedentes. Durante los años 70 y 80, Ector Aircraft refabricó muchos como el Ector Mountaineer con sus plantas motrices originales, y como Ector Super Mountaineer con el Lycoming O-540-A4B5.

### Servicio en la Patrulla Aérea Civil
A principios de los años 70, como los O-2 Skymaster y OV-10 Bronco reemplazaron al O-1 del servicio de primera línea de la USAF, varios O-1 ex USAF pasaron al servicio auxiliar civil de la USAF, la Patrulla Aérea Civil (CAP), para realizar tareas tales como la búsqueda aérea en apoyo de operaciones domésticas de búsqueda y rescate (SAR). Sin embargo, como pocos pilotos de la CAP tenían entrenamiento y experiencia previos como aviadores militares profesionales y/o experiencia significativa con aviones de rueda de cola, muchos de los aviones O-1 de la CAP resultaron dañados en capotajes en tierra y otros accidentes en el despegue, aterrizaje o carreteo. En un esfuerzo por reducir tanto los riesgos como los costes de reparación, la USAF ordenó a la CAP que todos los aviones O-1 a su servicio fueran reemplazados finalmente por razones de seguridad por Cessna civiles monomotores de tren triciclo de aviación general, principalmente aviones Cessna 172 y Cessna 182. El único O-1 restante en el inventario de la CAP es un avión en exhibición estática permanente sobre un pilón enfrente del Cuartel General de la CAP, en la Maxwell Air Force Base, Alabama.

### Uso civil

Un O-1A Bird Dog en exhibición en el Centro Steven F. Udvar-Hazy en Chantilly, Virginia.

Muchos de los O-1 y L-19 ex USAF y ex CAP "de la USAF" fueron vendidos finalmente a particulares como aviones recreativos, mientras que otros fueron a museos donde normalmente son exhibidos con sus colores militares. Otros acabaron en clubes de vuelo sin motor en los Estados Unidos como fiables y potentes vehículos para remolcar planeadores al aire. Al igual que la mayoría de los aviones usados en el remolcado de planeadores, estos también han sido equipados con espejos montados en los soportes alares.
En Canadá, los Royal Canadian Air Cadets usan aviones L-19 ex CAP equipados con un aparejo de remolcado para remolcar sus planeadores Schweizer 2-33A  del programa de vuelo sin motor de los Cadetes Aéreos. Estos particulares ejemplares de L-19 se usan en las regiones Atlántica, Oriental y Pacífica. Han sido modificados para reducir el ruido con el uso de una hélice Hoffman de menor diámetro, cuatro palas y materiales compuestos, en todas las regiones excepto la Pacífica, y una modificación del tubo de escape. El sistema de alimentación de combustible también ha sido modificado respecto al diseño original, colocando la válvula selectora de combustible más cerca del piloto. El L-19/O-1 es un popular "pájaro de guerra" exmilitar entre los pilotos particulares.
En los Estados Unidos, el avión permanece como un popular "remolca planeadores". La Franconia Soaring Association en Franconia, N.H., usaba un viejo O-1, número de cola N4796G, para remolcar sus planeadores, incluyendo planeadores Schweizer SGS 1-26 y Grob G103 Twin Astir, y veleros Pilatus B4-PC11, en julio de 2012.
En junio de 2009, había registrados más de 330 ejemplares con la Administración Federal de Aviación. Otros son operados fuera de los Estados Unidos por particulares y organizaciones de vuelo.

## Variantes

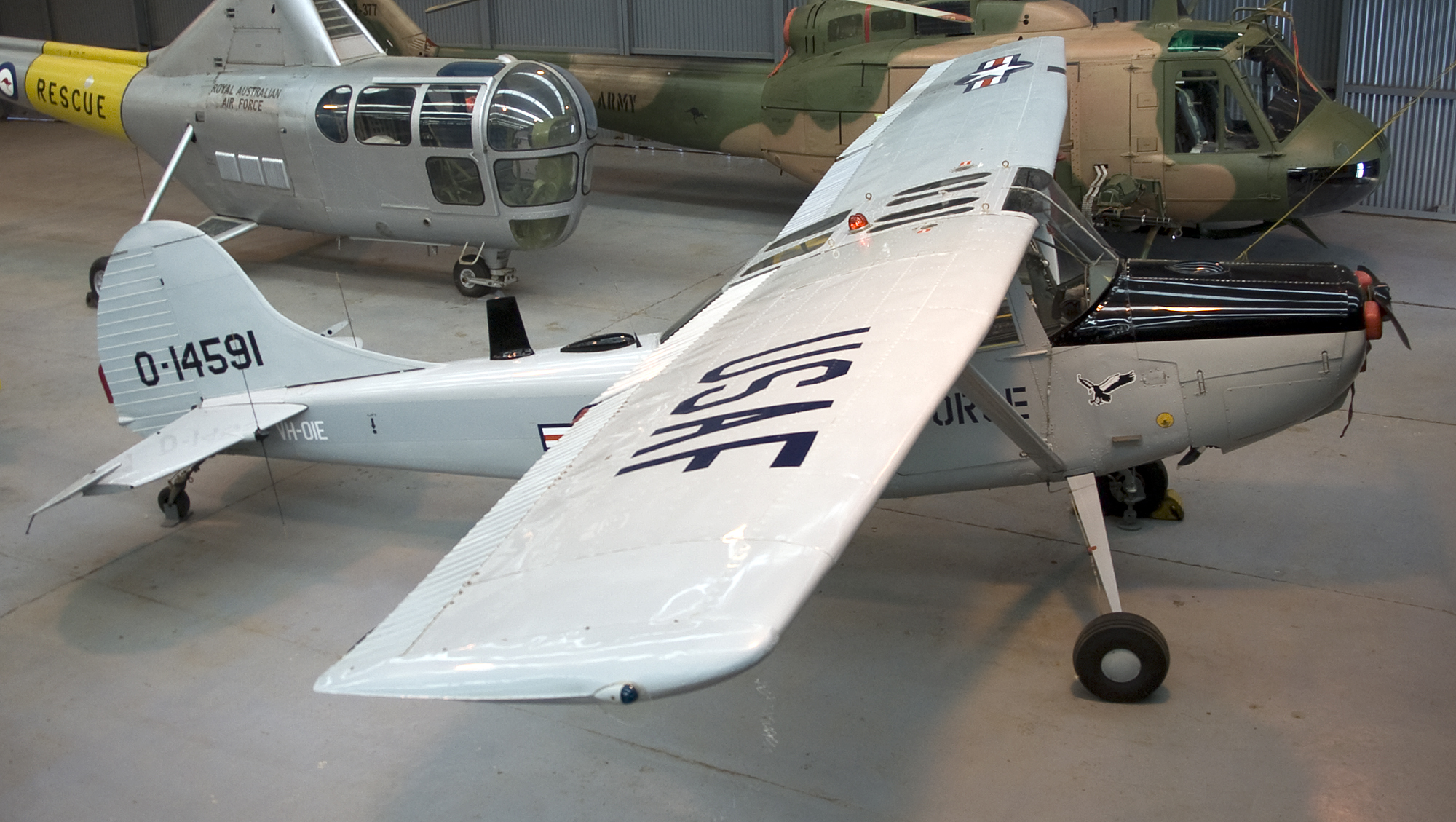
O-1F de la USAF en exhibición en el RAAF Museum.

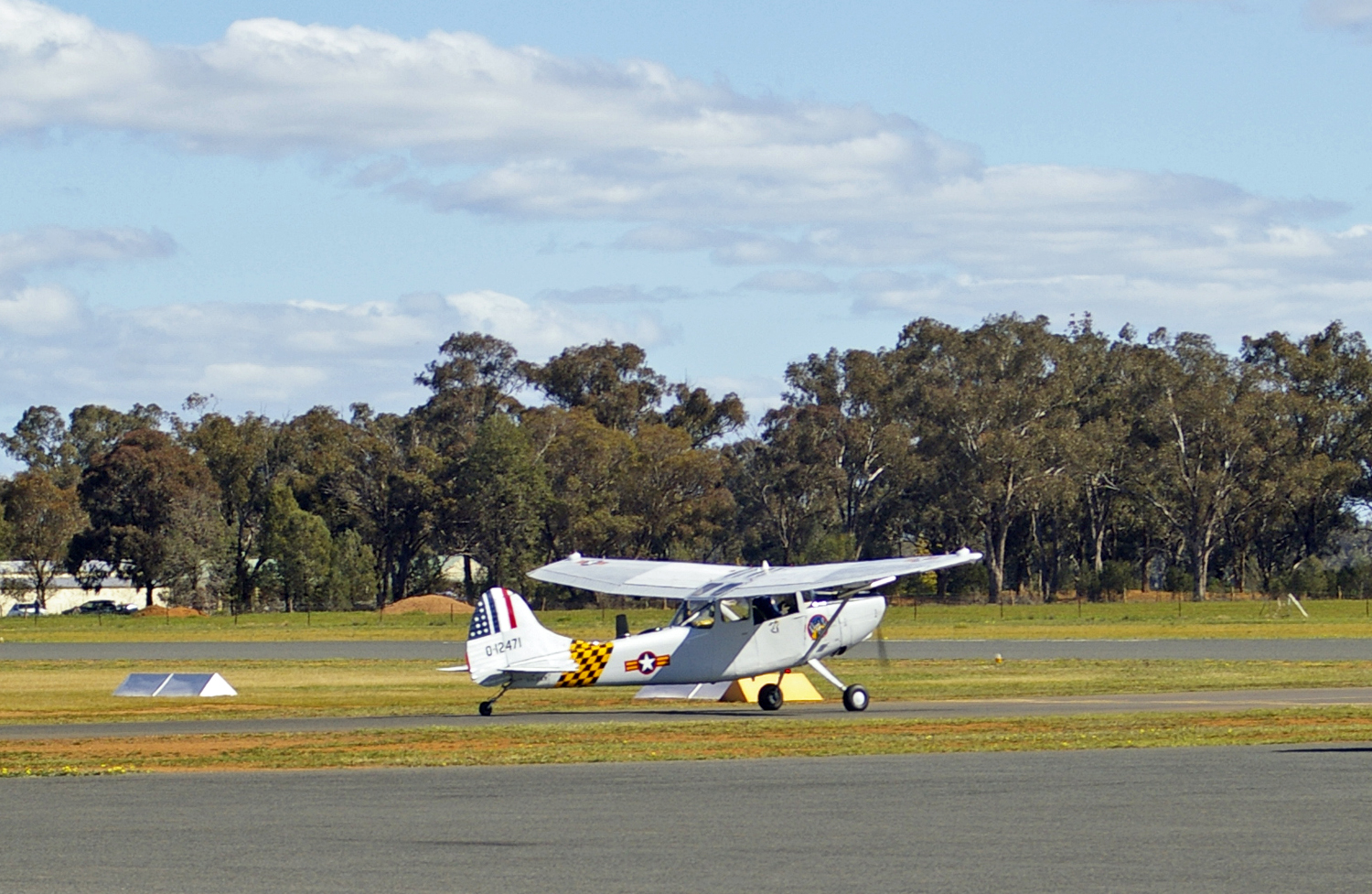
O-1G Bird Dog (305D).

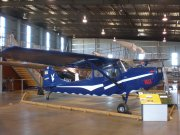
El único L-19A del Ejército australiano fue el 51-4883 Bunny 2, adquirido y operado clandestinamente en Vietnam, es exhibido en el Army Aviation Museum, Oakey (2007).

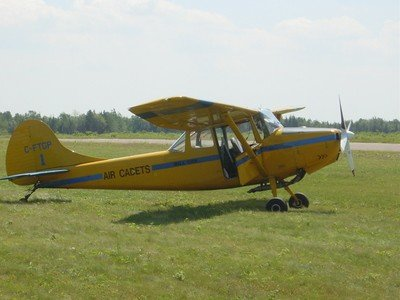
Este L-19E fue usado por los Royal Canadian Air Cadets en la Región Atlántica de Canadá, con hélice de cuatro palas y modificaciones del tubo de escape visibles.

L-19A (Cessna 305A)
Versión inicial de producción para el Ejército de los Estados Unidos, redesignado O-1A en 1962, 2486 construidos.
TL-19A
L-19A convertidos en entrenadores de doble control, redesignados TO-1A en 1962.
XL-19B
L-19A con motor turbohélice Boeing XT-50-BO-1 de 210 shp, uno construido.
XL-19C
L-19A con motor turbohélice Continental CAE XT51-T-1 de 210 shp, dos construidos.
TL-19D (Cessna 305B)
Versión de entrenamiento instrumental del L-19A de doble control, redesignados TO-1D en 1962, 310 construidos.
L-19E (Cessna 305C)
Versión mejorada del L-19A con cambios de equipamiento y mayor peso cargado, se convirtió en el O-1E en 1962, 469 construidos.
OE-1
60 L-19A entregados al Cuerpo de Marines de los Estados Unidos, redesignados O-1B en 1962.
OE-2 (Cessna 321)
Versión redesignada del OE-1 con alas del Cessna 180 y fuselaje modificado, se convirtió en el O-1C en 1962, 27 construidos.
O-1A
L-19A redesignados en 1962.
TO-1A
O-1A convertidos en entrenadores.
O-1B
OE-1 redesignados en 1962.
O-1C
OE-2 redesignados en 1962.
O-1D
Una cantidad de TO-1D convertidos para realizar tareas de controlador aéreo avanzado con la USAF.
TO-1D
TL-19D redesignados en 1962.
O-1E
L-19E redesignados en 1962.
O-1F (Cessna 305E)
Conversiones a controlador aéreo avanzado de O-1D para la USAF.
O-1G (Cessna 305D)
Conversiones a controlador aéreo avanzado de O-1A para la USAF.
CO-119
Designación dada por las Fuerzas Armadas canadienses.
SIAI-Marchetti SM.1019
Variante turbohélice para el Ejército italiano.
Cessna 325
Variante agrícola del Model 305 con tubos rociadores y una tolva en una cabina trasera cerrada, cuatro construidos.

## Operadores
Austria
- Fuerza Aérea Austriaca[7]

 Australia

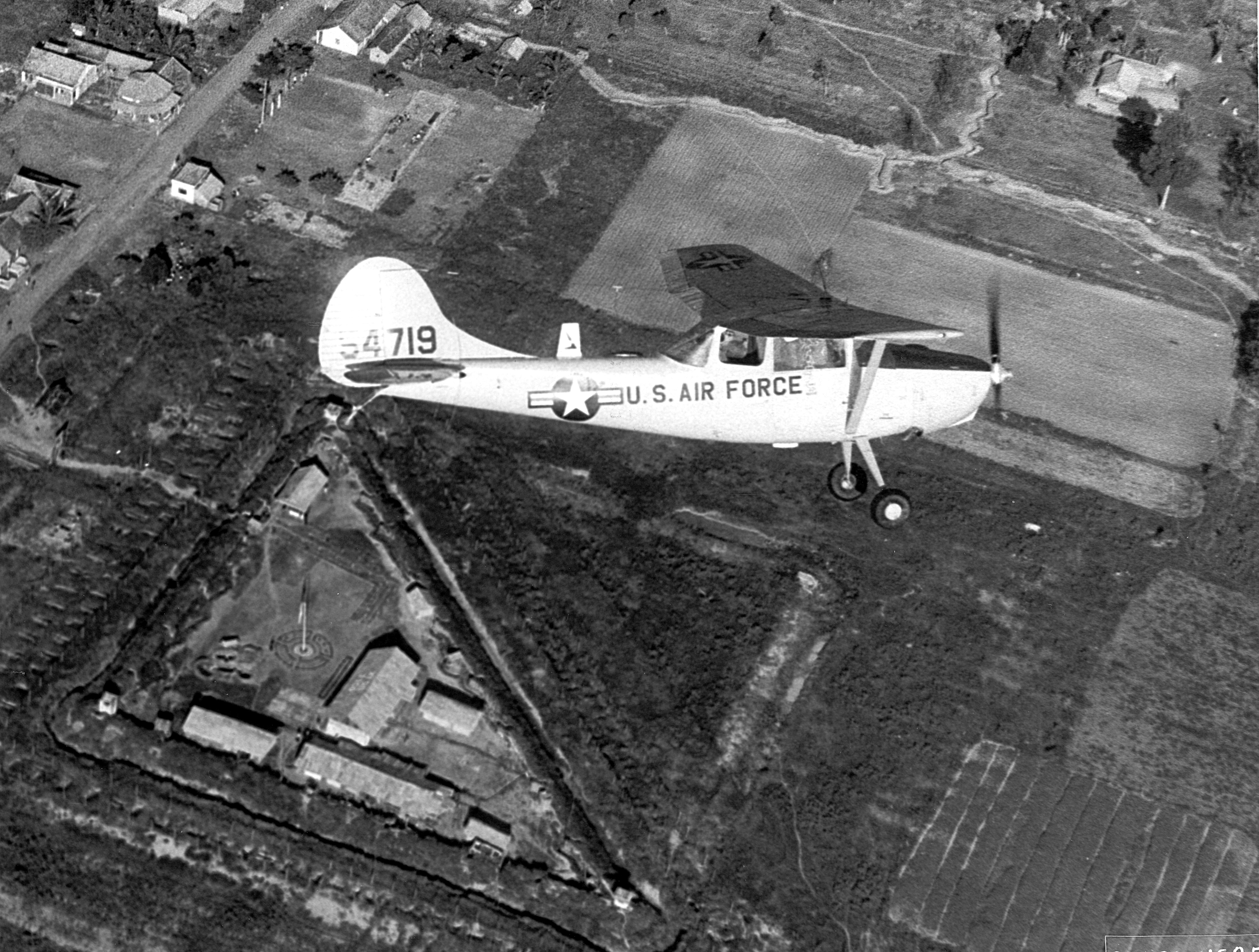
Un avión O-1E "Bird Dog" Controlador Aéreo Avanzado es mostrado en tareas de reconocimiento cerca de un campamento de las Fuerzas Espaciales en la República de Vietnam.

- Ejército Australiano: el 161 Recce Flight operó dos ejemplares durante la Guerra se Vietnam. Uno fue derribado el 23 de mayo de 1968, muriendo el comandante George Constable. El avión fue reemplazado y continuó en servicio hasta que el 161 abandonó Vietnam. Otro ejemplar Bunny 2 fue ensamblado a partir de piezas sisadas y llevado de contrabando a Australia como "piezas de repuesto", donde fue ensamblado y puesto en vuelo.

 Canadá
- Real Fuerza Aérea Canadiense
- Ejército Canadiense
- Royal Canadian Air Cadets[8]

 Chile
- Fuerza Aérea de Chile[9]

 Corea del Sur
- Fuerza Aérea de Corea del Sur[10]

 España
- Ejército del Aire de España[11]
- Ejército de Tierra[12]

 Estados Unidos
- Fuerza Aérea de Estados Unidos
- Ejército de Estados Unidos
- Cuerpo de Marines de Estados Unidos

 Filipinas
- Fuerza Aérea de Filipinas

 Francia
- Ejército francés[13]

 Indonesia
- Ejército de Indonesia

 Italia
- Ejército italiano[14]

 Japón
- Fuerza Terrestre de Autodefensa de Japón[14]

 Malta
- Armed Forces of Malta Air Wing: recibió cinco O-1E de Italia en 1992.[15]

 Noruega
- Real Fuerza Aérea Noruega[16]

 Pakistán
- Ejército Pakistaní[17]

 Tailandia
- Real Fuerza Aérea Tailandesa
- Real Ejército Tailandés
- Real Armada Tailandesa

 Vietnam
- Fuerza Aérea Popular de Vietnam (aeronaves sudvietnamitas capturadas)

 Vietnam del Sur
- Fuerza Aérea de Vietnam[18]

## Vuelos notables

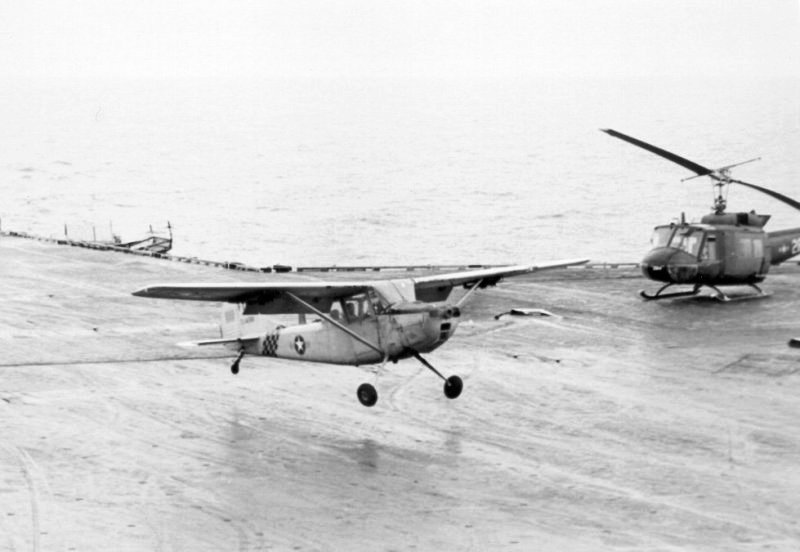
El comandante Buang de la Fuerza Aérea de Vietnam aterriza su O-1 a bordo del USS durante la Operation Frequent Wind.

El actor y personalidad de televisión Ed McMahon fue un aviador del Cuerpo de Marines que pilotó un O-1E durante la guerra de Corea, volando 85 misiones de combate y ganando seis medallas aéreas durante 1953.
El capitán Sidney Harrison, del Ejército estadounidense, veterano condecorado de la Segunda Guerra Mundial y de la guerra de Corea, se accidentó con su Cessna O-1 en un vuelo desde Wichita, Kansas, a la Buckley Air Force Base, Colorado, en 1952. Los restos todavía permanecen en los bosques sobre Palmer Lake, Colorado, y se puede llegar en una caminata de 17,86 km.
El 29 de abril de 1975, el día antes de la caída de Saigón durante la guerra de Vietnam, el comandante Buang-Ly de la Fuerza Aérea de la República de Vietnam cargó a su mujer y cinco niños en un Cessna O-1 Bird Dog biplaza y despegó de la isla Côn Đảo. Tras evadir el fuego terrestre enemigo, se dirigió hacia el mar y divisó el portaaviones Midway. Con solo una hora de combustible, lanzó una nota solicitando despejar la cubierta para que pudiera aterrizar. Sabiendo que no había espacio, el oficial jefe del Midway, capitán (más tarde contraalmirante) Lawrence Chambers, ordenó que helicópteros Bell UH-1 Iroquois ("Huey") sudvietnamitas valorados en 10 millones de dólares fuesen arrojados por la borda en el Mar de la China Meridional. El Bird Dog que aterrizó el comandante Buang-Ly en el Midway se encuentra actualmente en exhibición en el Museo Nacional de Aviación Naval de la Naval Air Station Pensacola, Florida.

## Especificaciones (O-1E)
Referencia datos: Jane's All The World's Aircraft 1962–63

### Características generales
- Tripulación: Uno/dos (piloto, piloto/observador)
- Longitud: 7,9 m (25,8 ft)
- Envergadura: 11 m (36 ft)
- Altura: 2,2 m (7,3 ft)
- Superficie alar: 16,2 m²[25]
- Peso vacío: 732 kg (1613,3 lb)
- Peso máximo al despegue: 1102 kg (2428,8 lb)
- Planta motriz: 1× motor bóxer de seis cilindros refrigerado por aire Continental O-470-11.
  - Potencia: 159 kW (219 HP; 216 CV)
- Capacidad de combustible: 160 l

### Rendimiento
- Velocidad máxima operativa (Vno): 185 km/h (115 MPH; 100 kt)
- Velocidad crucero (Vc): 167 km/h a 1500 m (5000 pies)
- Alcance: 853 km (461 nmi; 530 mi)
- Techo de vuelo: 5600 m (18 373 ft)
- Régimen de ascenso: 5,8 m/s (1142 ft/min)
- Carrera de despegue a 15 m: 170 m
- Distancia de aterrizaje a 15 m: 180 m

## Aeronaves relacionadas

### Desarrollos relacionados
- Cessna 170
- Cessna 172
- Cessna T-41 Mescalero

### Aeronaves similares
- Stinson L-13
- Auster AOP.6

### Secuencias de designación
- Secuencia Numérica (interna de Cessna): ← 208 - 210 - 240 - 305 - 308 - 309 - 319 - 321 - 325 - 350 - 400 - 1014 →
- Secuencia L-_ (Aviones de Enlace de las USAAF/USAF, 1942-1962): ← L-16  - L-17  - L-18  - L-19 - L-20 - L-21 - L-22 →
- Secuencia O_E (Aviones de Observación de la Armada estadounidense, 1922-1962 (Cessna, 1951-1962)): OE
- Secuencia O-_ (Aviones de Observación estadounidenses, 1962-presente): O-1 - O-2 - O-3 - O-4 →
- Secuencia C_-_ (Aeronaves de las Fuerzas Canadienses, 1968-presente): ← CF-116 - CC-117 - CH-118 - CO-119 - CO-119(2) - CT-120 - CP-121 →
- Secuencia L._ (Aeronaves Utilitarias del Ejército del Aire español, 1954-1978): ← L.8 - L.9 - XL.10 - L.12 - L.13 - UD.13 - U.14
- Secuencia U._ (Aeronaves Utilitarias del Ejército del Aire español, 1978-presente): U.9 - U.12 - UD.13 - U.14 - UD.14 →